# Kaufhaus Marktstraße 21
Das ehemalige große Kaufhaus Marktstraße 21 (Hadler Haus) in der niedersächsischen Samtgemeinde Land Hadeln, Gemeinde Otterndorf im Landkreis Cuxhaven, stammt aus der zweiten Hälfte des 18. Jahrhunderts. Aktuell (2024) wird es als Rathaus genutzt.
Das Gebäude steht unter Denkmalschutz (siehe auch Liste der Baudenkmale in Otterndorf).

## Geschichte und Beschreibung
Otterndorf war der Hauptort des Landes Hadeln. 1400 erhielt er von Herzog Erich von Sachsen-Lauenburg das Stadtrecht. Die aufstrebende Stadt baute ein Rathaus und ergänzte später seine Verwaltungsflächen durch den Umbau des Kaufhauses.

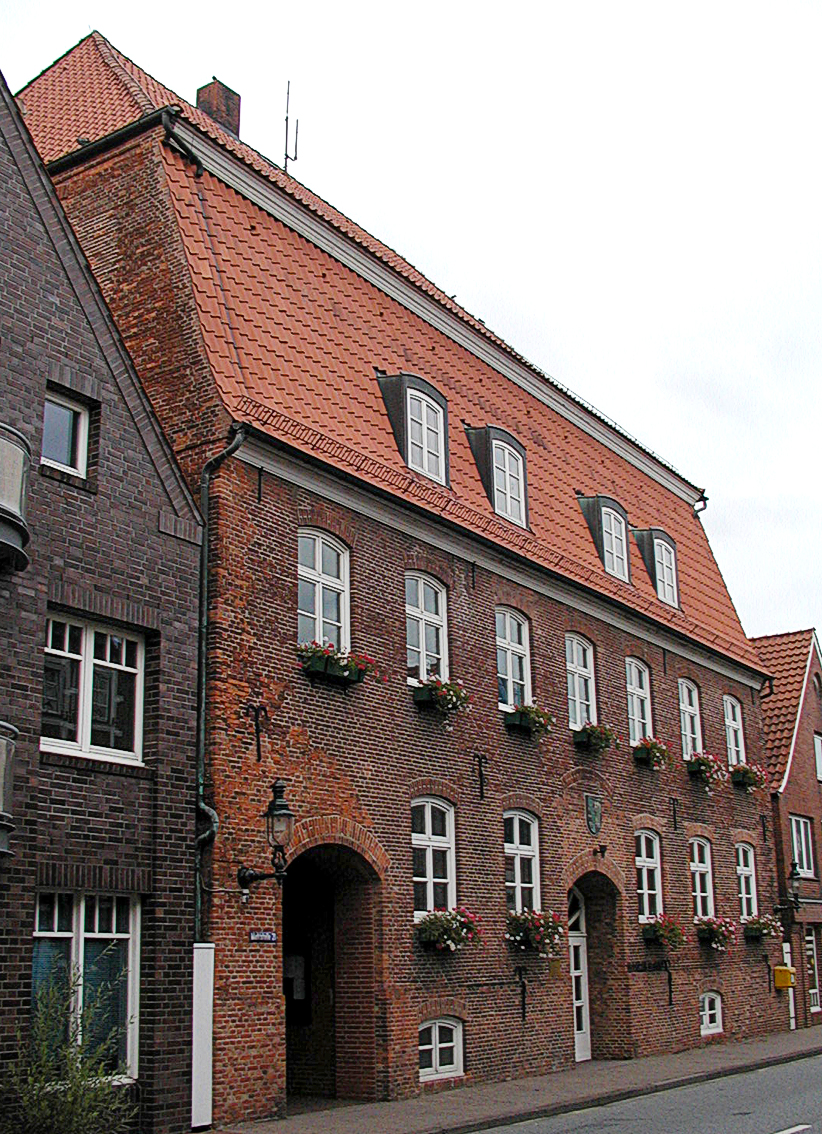
Rückseite

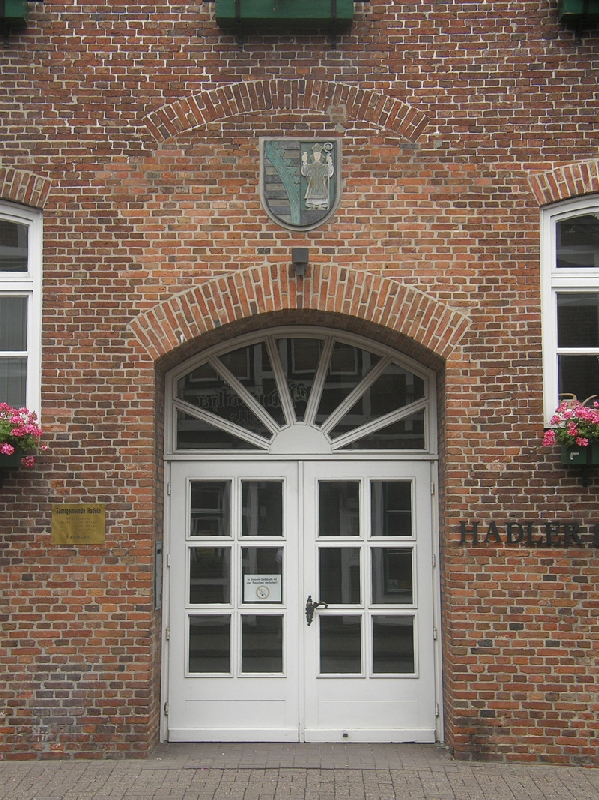
Eingang Hadler Rathaus mit Wappen

Das zweigeschossige traufständige neunachsige Gebäude in Backstein und Fachwerk mit Steinausfachungen mit hohem ziegelgedeckten Mansarddach und mit hohem Kellergeschoss wurde 1792 durch den Kaufmann Mathias Hintze als Kaufhaus mit Wohnung im Obergeschoss und Lagerbereichen und Kornspeicher im hohen Dach gebaut. Linksseitig wurde später ein niedriger Anbau angefügt. Rechtsseitig führt eine Durchfahrt zur siebenachsigen verklinkerten Hofseite mit dem mittigen Eingang. Es diente im 19. Jahrhundert als Hotel, dann als Finanzamt. Seit 1982 ist es das Amtsgebäude der Samtgemeinde Hadeln beziehungsweise seit 2011 der Samtgemeinde Land Hadeln.
Am bis 2013 umgestalteten Innenhof schließt links die Stadtscheune aus dem späten 18. Jahrhundert an. Sie wurde ursprünglich als Remise genutzt und ist heute ein Veranstaltungsort. Nach dem Bau der Umgehungsstraße B 73a von 2009 hat der Verkehr um diese beiden Gebäude deutlich abgenommen, so dass sich hier das städtische Leben besser entfalten konnte.
Das Landesdenkmalamt befand u. a.: „… straßenbildprägend auf der Nordseite der Markstraße …“
Die Samtgemeinde Land Hadeln ist hier vertreten mit dem Bürgermeister, den Zentralen Diensten, den Fachbereichen Öffentliche Sicherheit und Ordnung, Bürgerdienste (Standesamt, Bürgerbüros, Kindertagesstätten, Schulen, Jugend, Sportstätten, Senioren, ÖPNV) und Finanzen (Kämmerei, Steuern, Abgaben, Kasse) (Stand 2024).
Das Rathaus Otterndorf wurde 1583 gebaut. Im Rathaussaal finden hier die Sitzungen des Stadtrates statt. Im Foyer sind einige Gegenstände der Otterndorfer Stadtgeschichte ausgestellt.